# 김두헌
김두헌(金斗憲, 일본식 이름: 鶴山憲,  1903년 12월 27일 ~ 1981년 10월 22일)은 일제 강점기부터 활동한 대한민국의 윤리학자이며 교육인이다. 호는 예동(汭東)이다.

## 생애
전라남도 장흥군 출신으로 대구의 대구고등보통학교에 진학했다. 1921년에 대구고보를 졸업하고 일본으로 유학, 1929년에는 도쿄 제국대학 문학부 윤리학과를 졸업하였다.
도쿄제대 졸업 후 귀국하여 교육계에 투신했다. 이화여자전문학교, 혜화전문학교의 강사와 교수를 지냈다. 혜화전문학교 교수로 재직하던 일제 강점기 말기에 국민총력조선연맹 문화부 문화위원을 지내면서 학생들에게 학병으로 참전한 것을 독려하는 등 조선총독부의 전시 체제에 협조한 행적이 있다.
1945년에 서울대학교 전신인 경성대학 문리과대학 철학과 주임 교수가 되었고, 1952년에는 대한민국 최초로 서울대에서 문학박사 1호 학위를 수여받았다. 1950년에는 잠시 대한민국 문교부 고등교육국장을 지내기도 했다.
문교부 국장으로 근무하면서 자신이 국립대학교 전환에 산파 역할을 한 전북대학교의 총장으로 1952년에 이동하였으며, 숙명여자대학교 총장을 거쳐 1960년부터는 1972년까지 건국대학교 대학원장을 지냈다. 사망할 때까지 건국대학교 대우교수로 있었다. 1954년에 대한민국학술원 종신회원이 되는 등 대한민국 윤리학계의 태두로 인정받았다.
대표적인 저작으로는 《윤리학개론》(1946), 《도의원론》(1957), 《민족원론》(1960), 《현대인간론》(1973), 《서양윤리학사》(1976) 등이 있다. 김두헌의 사상은 국가주의와 민족주의를 강조하는 보수주의 유파에 속한다. 전공인 윤리학 외에 한국의 가족제도에 관심을 보여 《조선가족제도연구》(1949), 《현대의 가족》(1975)와 같은 저서를 남겼다. 이 중 《한국가족제도연구》라는 제목으로 새로 출간된 《조선가족제도연구》는 《신동아》가 1985년에 선정한 한국의 100대 명저 가운데 사회학 분야에 포함되기도 했다.
2008년 민족문제연구소에서 친일인명사전에 수록하기 위해 정리한 친일인명사전 수록예정자 명단 가운데 교육/학술 부문에 들어 있다.

## 참고 자료
- 김두헌(金斗憲) - 한국학중앙연구원